# Gerard van Leur
Gerard van Leur (ur. 9 czerwca 1917  – zm. 14 grudnia 1979) – holenderski piłkarz grający na pozycji obrońcy. W swojej karierze rozegrał 1 mecz i strzelił 1 gola w reprezentacji Holandii.

## Kariera klubowa
W swojej karierze piłkarskiej van Leur grał w klubie DOS Utrecht.

## Kariera reprezentacyjna
W reprezentacji Holandii van Leur zadebiutował 23 października 1938 w zremisowanym 2:2 towarzyskim meczu z Danią, rozegranym w Kopenhadze i był to jego jedyny mecz w kadrze narodowej. W meczu tym strzelił gola.